# Takudzwa Ngwenya
Takudzwa Ngwenya (nacido en Harare el 22 de julio de 1985) es un exjugador de rugby que jugó de Wing para la selección de rugby de los Estados Unidos y el equipo Biarritz del Top 14 francés.
Su debut con la selección de los Estados Unidos de América se produjo en un partido contra Inglaterra en Lens el 8 de septiembre de 2007. Destacó en la Copa Mundial de Rugby de 2007 con destacados ensayos contra Sudáfrica y Samoa.
Participó en la Copa Mundial de Rugby de 2015, Takudzwa Ngwenya anotó un ensayo en la derrota de su equipo frente a Japón 28-18.